# Big Huge Games
Big Huge Games, Inc. is een Amerikaans bedrijf computerspelontwikkelaar. Het is gevestigd in Timonium, Maryland en het is in februari 2000 opgericht door Jason Coleman, David Inscore, Brian Reynolds en Tim Train. Zij hebben eerder meegewerkt bij MicroProse en Firaxis Games aan spellen als Civilization II, Colonization en Alpha Centauri. Het bedrijf is met name bekend door de real-time strategy spellen Rise of Nations en Rise of Legends. In mei 2012 stopte de gamestudio ermee.

## Geschiedenis

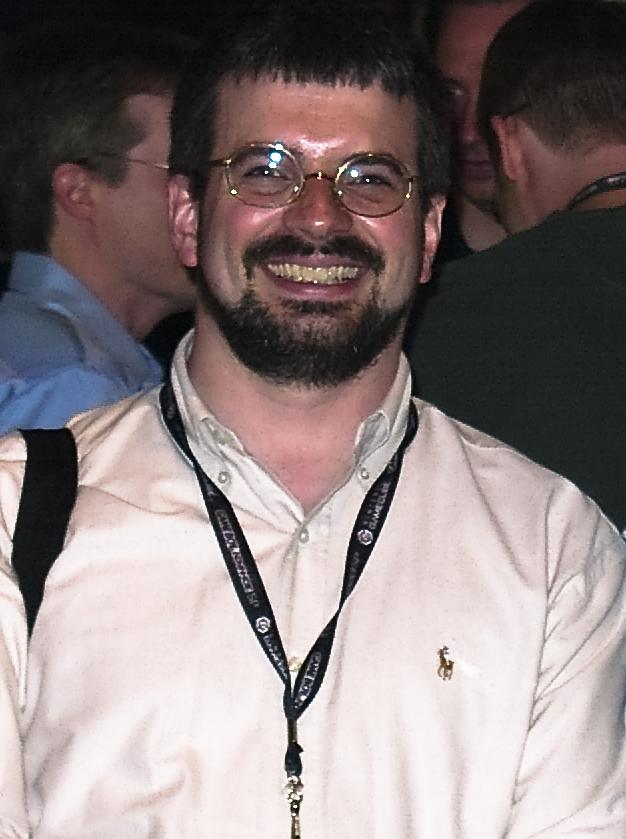
Brian Reynolds, 2003.

In mei 2003 bracht het bedrijf het eerste spel uit, Rise of Nations, wat verscheidene Game of the Year awards won. Het spel verbeterde het real-time strategy genre en combineerde het met een aantal elementen uit het turn-based strategy genre. Bijna een jaar later, in april 2004, verscheen een uitbreidingspakket voor dit spel, genaamd Thrones & Patriots. In mei 2006 kwam Big Huge Games met de opvolger, Rise of Legends dat gebruikmaakt van de vernieuwende kenmerken van Rise of Nations samen met uitbreidingen en aanpassingen zoals districten, drie speelbare partijen en een vereenvoudigde economie (minder grondstoffen).

## Spellen
Hieronder volgt een lijst van spellen en uitbreidingspakketten die door Big Huge Games ontwikkeld zijn:
- Rise of Nations (2003)
- Rise of Nations: Thrones & Patriots (uitbreidingspakket, 2004)
- Rise of Nations (Gold Edition) (compilatie van Rise of Nations en uitbreidingspakket, 2004)
- Rise of Nations: Rise of Legends (2006)
- Catan (2007)
- Age of Empires III: The Asian Dynasties (2007)
- Kingdoms of Amalur: Reckoning (2012)